# ياسمين فاغنر
ياسمين فاغنر (بالألمانية: Jasmin Wagner)‏ هي مغنية ومقدمة تلفزيونية وعارضة وممثلة ألمانية، ولدت في 20 أبريل 1980 بهامبورغ في ألمانيا.

## وصلات خارجية
- ياسمين فاغنر على موقع IMDb (الإنجليزية)
- ياسمين فاغنر على موقع روتن توميتوز (الإنجليزية)
- ياسمين فاغنر على موقع ألو سيني (الفرنسية)
- ياسمين فاغنر على موقع ميوزك برينز (الإنجليزية)
- ياسمين فاغنر على موقع تيرنر كلاسيك موفيز (الإنجليزية)
- ياسمين فاغنر على موقع أول ميوزيك (الإنجليزية)
- ياسمين فاغنر على موقع أول ميوزيك (الإنجليزية)
- ياسمين فاغنر على موقع ديسكوغز (الإنجليزية)
- ياسمين فاغنر على موقع قاعدة بيانات الفيلم (الإنجليزية)